# Сон Собён Магдалина
Сон Собён Магдалина или Магдалина Сон (кор. 손소벽 막달레나, 1802 г., Сеул, Корея — 31 января 1840 года, Сеул, Корея) — святая Римско-Католической Церкви, мученица.

## Биография
Родилась в 1802 году в католической семье в Сеуле. Её отец был сослан за исповедание своей христианской веры. После смерти матери проживала у своей бабушки. В возрасте 17 лет вышла замуж за Петра Чхве. У них в браке родилось 11 детей, из которых девять умерло во младенчестве. Во время гонений на христиан скрывалась у своих родственников, однако была арестована и заключена в тюрьму. Была подвергнута пыткам. Казнена 31 января 1840 года в окрестностях Сеула вместе с Августином Паком, Петром Хоном, Агатой Ли, Марией Ли и Агатой Квон. На следующий день была казнена её дочь Варвара Чхве.
Была беатифицирована 5 июля 1925 года Римским Папой Пием XI и канонизирована 6 мая 1984 года Римским Папой Иоанном Павлом II вместе с группой 103 корейских мучеников.
День памяти в Католической Церкви — 20 сентября.